# Chicard (personnage)
Pour les articles homonymes, voir Chicard et Pritchard.
 (avril 2016).

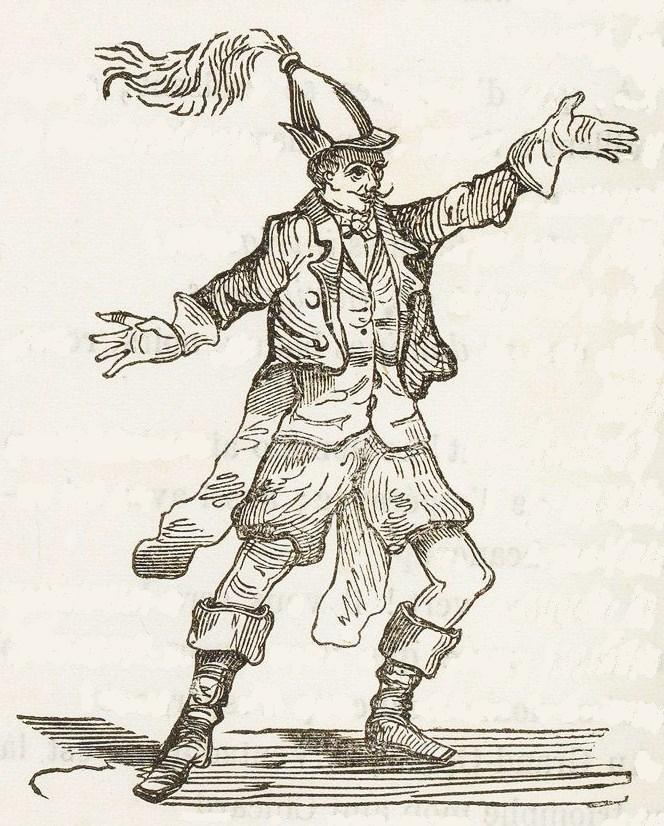
Représentation de Chicard extraite d'un ouvrage signé Chicard et Balochard, Paris 1841.

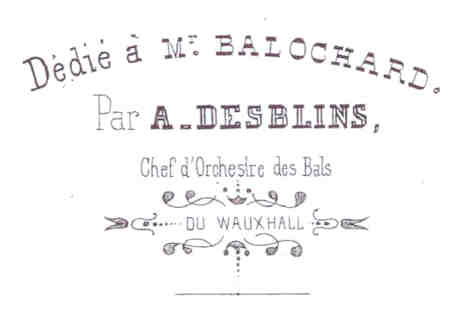
Dédicace du quadrille Monsieur Chicard par Auguste Desblins.

Le Père Chicard ou, simplement, Chicard est un personnage de carnaval se livrant à des danses grotesques dans les bals masqués, en vogue dans la deuxième partie du XIXe siècle. Le personnage doit son nom au surnom de son créateur, Alexandre Lévêque.
Chicard, Balochard, Pritchard étaient dans les années 1830-1850 des célébrités du carnaval de Paris. Il y en eut d'autres à la même époque comme Rosita qu'on appela ensuite la reine Pomaré, Céleste Mogador et Milord l'Arsouille. Tous ces noms étaient des sobriquets. Toutes ces célébrités, excepté Milord l'Arsouille, étaient d'abord et avant tout estimées et remarquées pour leur extraordinaire talent de danseur et animateur de bals du Carnaval de Paris.
Plusieurs de ces sobriquets ont été imaginés en référence à l'actualité politique de l'époque : la reine Pomaré et Pritchard font référence à l'affaire Pritchard et à la reine Pomare IV qui fut concernée par celle-ci en 1844. Céleste Mogador reçut son nom de Mogador à la suite du bombardement et de la prise de la ville par les Français le 15 août 1844.
Chicard qu'on retrouve aussi appelé Monsieur Chicard était un marchand en cuirs de la rue Quincampoix nommé Levesque. Il inventa son costume, sa propre chorégraphie et organisait son bal de carnaval sur invitations, le très fameux bal Chicard. 
Chicard eut des émules et disciples. Pour dire danser à la manière de Chicard on inventa un verbe : chicarder.
Le costume de Chicard se composait d'un bizarre assemblage d’objets hétéroclites, dont le fond était formé le plus souvent d'un casque à plumet colossal. Un ouvrage datant de 1841 signé par Chicard et Balochard sur les bals du Carnaval de Paris appelle ce casque un « casque de débardeur ». À celui-ci s'ajoutaient blouse de flanelle, bottes fortes et gants à manchette de buffle. Le reste des accessoires variait à l’infini. Ce costume inventé par Levesque, du fait de son chic lui valut d'être baptisé « Chicard ».
Le costume de Balochard était une variété de celui de Chicard, avec un feutre défoncé à la place du casque.
Le costume de Chicard et celui de Balochard distinguaient deux sociétés festives et carnavalesques parisiennes : les chicards et les balochards. Ces émules de Chicard et Balochard jouèrent un grand rôle d'animation du Carnaval de Paris au côté d'autres sociétés comme les badouillards, flambards et braillards.
Il existait un costume de pritchard. Le fait est attesté par un texte de 1850 sur le Carnaval de Paris :
Il est un costume encore plus dangereux que celui de Taïtien ou de Pritchard, et nous engageons bien vivement les amateurs de travestissements excentriques à s'en méfier, — c'est une peau d'ours, de loup ou autre tigre quelconque.
Il ne semble pas qu'il exista une société festive et carnavalesque des pritchards.
La carrière de Chicard s'est déroulée de 1830 à 1850. Beaucoup d'écrits furent rédigés à son propos et même un quadrille burlesque baptisé : « Monsieur Chicard » fut composé par Auguste Desblins, chef d'orchestre des bals du Wauxhall. Ce quadrille est dédié à Monsieur Balochard. 
Gavarni a dessiné un album intitulé : « Souvenirs du bal Chicard » . Son portrait de Chicard orne la couverture de l'édition imprimée du quadrille de Auguste Desblins.
En janvier 1844, Le Journal des artistes déforme le nom de Chicard en « Chicandard », en en faisant par la même occasion un nom commun. À propos du Carnaval de Paris, il parle des chicandards :
Pourquoi les années se suivent-elles en se ressemblant toujours ? En effet, au carnaval, tous les directeurs vont nous offrir des parades dans lesquelles, au lieu d'esprit, nous aurons l'argot des bals Musard débité par les balochards, les chicandards et les débardeurs. Le tout terminé par un inévitable cancan avec accompagnements de gestes qui ne seraient pas tolérés à la Grande-Chaumière.

## Le Chicard vu par Taxile Delord en 1840

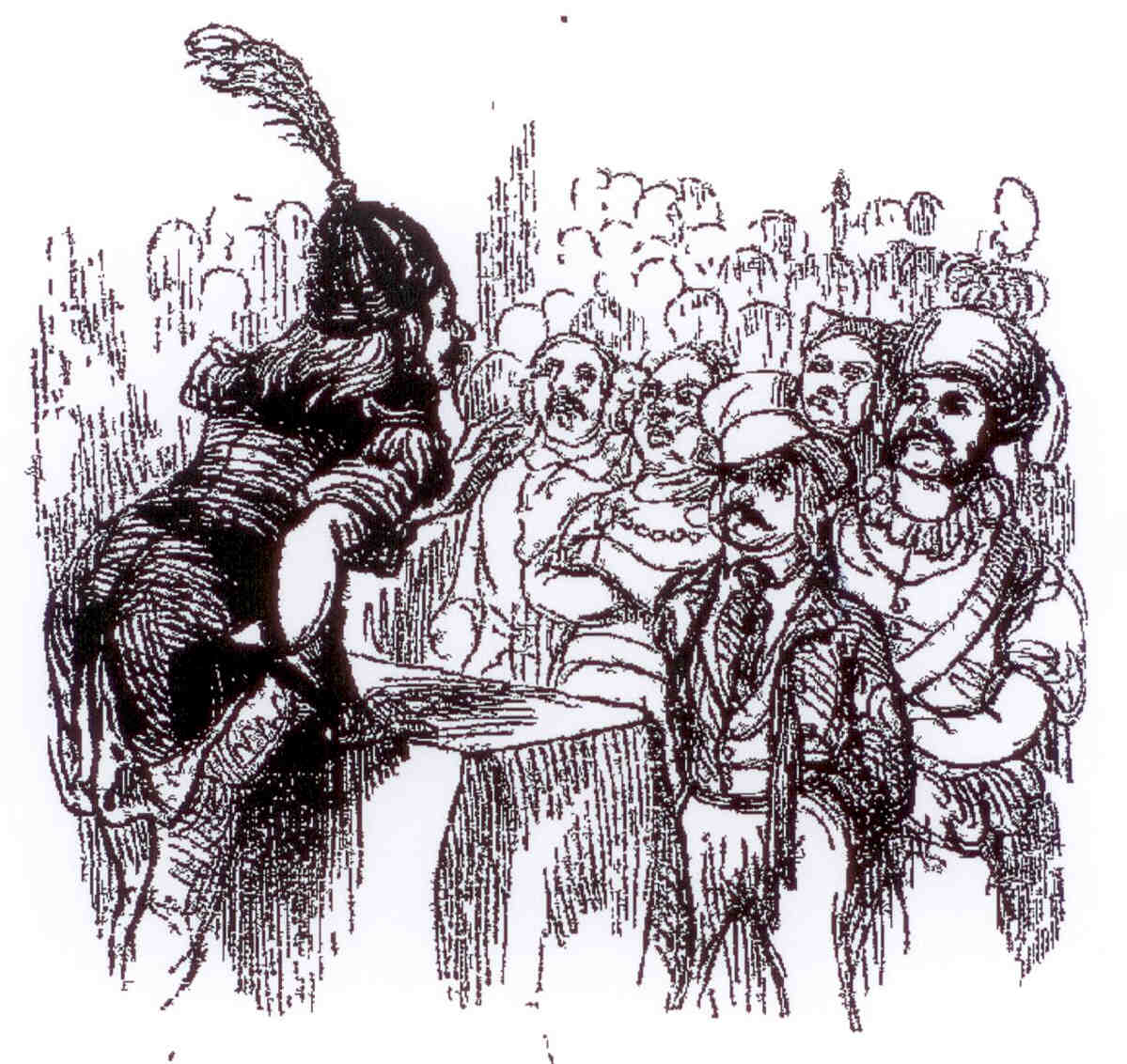
Chicard devant la foule parisienne en Carnaval.

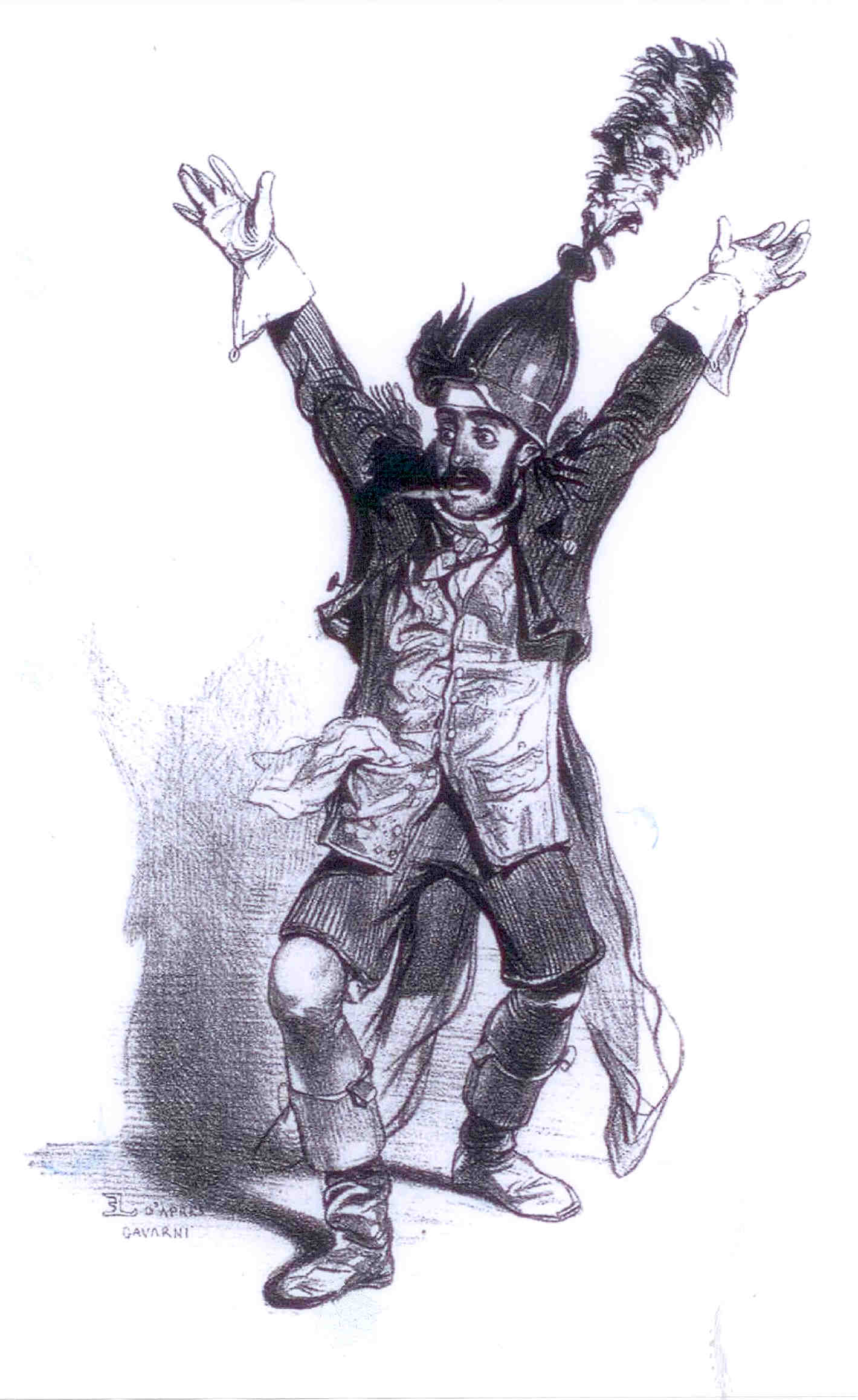
Chicard vu par Gavarni.

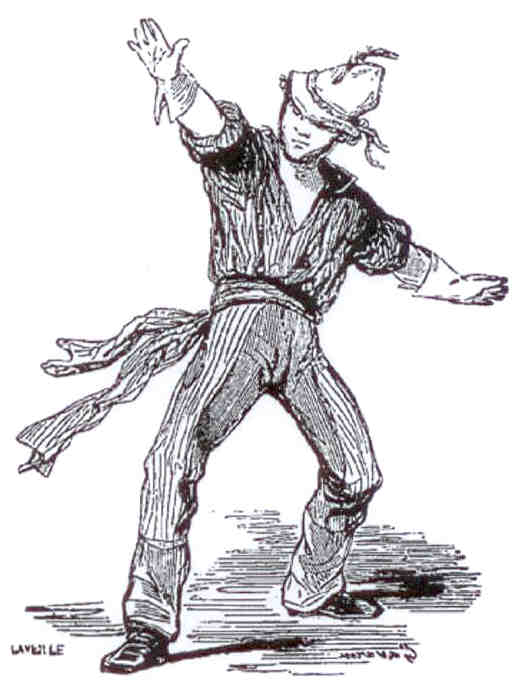
Balochard vu par Gavarni.

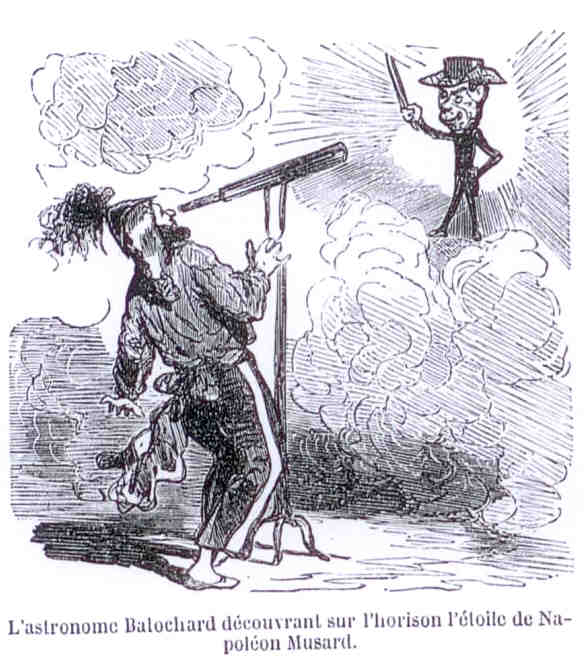
Balochard astronome découvre l'étoile de Musard, par Cham 1851.

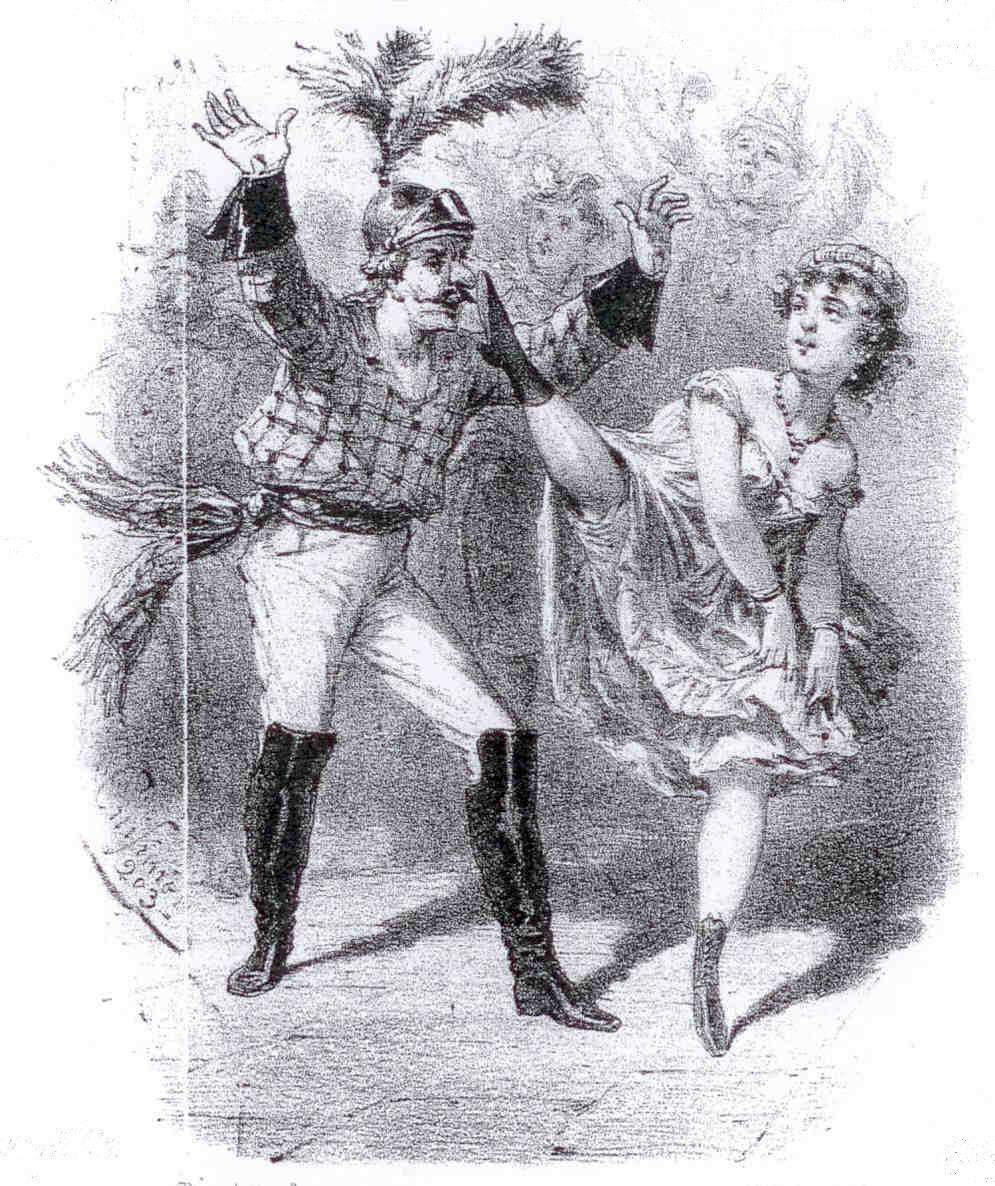
Chicard danse le cancan avec une blanchisseuse au bal parisien de la Grande-Chaumière.

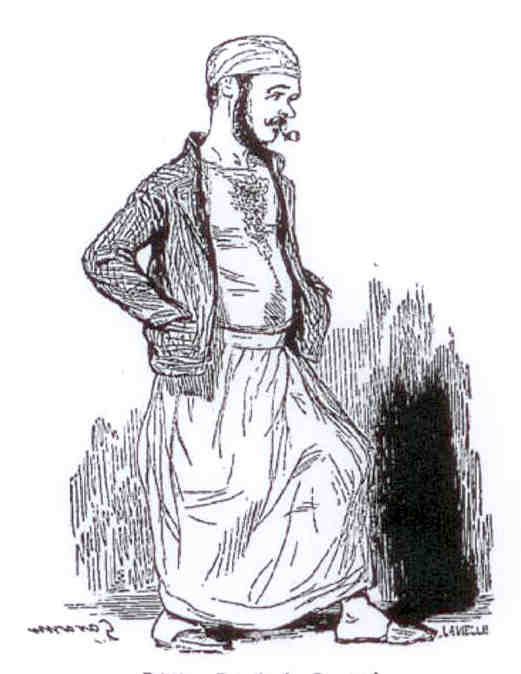
Pétrin vu par Gavarni.

Texte où il est également parlé de Balochard, extrait de l'ouvrage Les Français peints par eux-mêmes, Encyclopédie morale du dix-neuvième siècle :
Toutes les époques ont dansé : l’ère hébraïque, l’ère romaine, l’ère française ; David, Néron, Louis XIV. Après les rois, les peuples ; quel peuple, quel pôle civilisé n’a pas sa danse individuelle et caractéristique, sa bourrée, sa tarentelle, sa gigue ou son fandango ? Paris seul, jusqu’à présent était sans type de danse, sans chorégraphie inter-nationale, et primesautière. Paris ne dansais pas, il bâillait ; témoin les raouts de l’hiver dernier, et probablement ceux de l’hiver futur. – C’est au point que les invitations pour une contredanse se formulaient ainsi : « Madame me fera-t-elle l’honneur de marcher avec moi ? » Heureusement « un homme s’est rencontré, d’une profondeur de génie incroyable, » comme aurait pu dire Bossuet. Ce génie profond, ce pseudonyme incomparable, est aujourd’hui essentiellement populaire et trop haut monté dans l’opinion publique et les bals masqués, pour que nous ne lui ouvrions pas à deux battants la case la plus exceptionnelle de notre musée. Chicard est Français de cœur, sinon de grammaire, et bien qu’il ne soit pas encore du dictionnaire de l’Académie ; mais il en sera, pour peu que la prochaine édition ait lieu dans le carnaval. En attendant, célébrons-le, comme le plus divertissant, le plus comique et le plus populaire barbarisme de l’époque.
Après tout, que faut-il à l’homme de génie ? un moule. Bonaparte a eu pour moule la colonne, l’Anglais Brummel les cravates les plus empesées du siècle, M. Van Amburgh la gueule de son lion. Chicard, lui, s’est coulé et infusé tout entier dans le moule-carnaval. Là où tant d’autres, des profanes, des plagiaires, n’avaient vu que matière à entrechats et à police correctionnelle, il voit, lui, foudre de danse, regard d’aigle, matière à ovation, royauté vivante à improviser et à conquérir. Honneur à lui ! il a créé une dynastie, il a sa phalange, ses affidés, ses chicards présomptifs, bande joyeuse, carnaval effréné qui ne fait qu’un pas depuis le premier entrechat masqué, jusqu’à la dernière saint-simonienne de la mi-carême.
Le chicard est donc bien plus qu’un masque, c’est un type, un caractère, une personnalité. Ce n’est que pendant le carnaval qu’on peut observer le chicard ; le reste de l’année, il rentre plus ou moins dans la catégorie du viveur. Selon son rang, son état ou sa fortune, il fréquente la Chaumière, le Ranelagh ou le Chalet ; il est étudiant, dandy ou clerc de notaire ; commis, ou négociant de peaux de lapins. C’est un homme qui ressemble à tous les autres hommes ; n’allez pas cependant le confondre avec le commis voyageur. Le vrai chicard ne vit que trois jours chaque année ; c’est une chrysalide qui brise son écorce. C’est un papillon qui meurt pour s’être trop approché des lustres du bal masqué.
Mais certaines personnes, qui ne connaissent le carnaval que par le stationnaire domino, seraient peut-être en droit de nous dire : – Après tout, qu’est-ce que le roi de tout ce peuple, qu’est-ce que la racine de tous ces adjectifs, expliquez-nous chicard, où est chicard ? Quel est ce mythe, ce symbole, cette allégorie, ce miracle ? Chicard, est-ce un être fictif comme Bouginier, ou comme Credeville ? est-ce un évangile comme l’abbé Châtel ? est-ce un obélisque comme M. Lebas ? est-ce un tilbury comme M. Duponchel ? Arrêtez, allez au bal, j’entends le bal où l’on ne danse pas, mais où l’on roule et tourbillonne ; là vous le verrez, ou plutôt vous ne le verrez pas ; mais vous le devinerez ; on vous en montrera dix, et ce ne sera pas lui ; enfin, au milieu d’un cercle de curieux, d’une avalanche de pierrots, de débardeurs, de corsaires, vous découvrirez une pantomime sublime, des poses merveilleuses, irréprochables au point de vue de la grâce, des mœurs et du garde municipal. Callot et Hoffmann, Hogarth et Breughel, tous les fous célèbres réunis, des prunelles dévorantes, une force comique incalculable, Sathaniel en habit de masque, un costume ou une furie qui résume les physionomies dansantes de tous les peuples, le punch des Anglais, le pulcinella napolitain, le gracioso espagnol, l’alméedes Orientaux ; et nous Français, nous seuls manquions jusqu’à ce jour d’un mérite de ce genre : mais aujourd’hui cette lacune est comblée ; Chicard existe, c’est un primitif, c’est une racine, c’est un règne. Chicard a créé chicandard, chicarder, chicander ; l’étymologie est complète.
Il est donc certain que sous cette reliure bouffonne, et ce diadème de grelots, la nature a caché un des génies les plus complets et les plus profonds de l’époque. Assurément on ne mérite pas d’être modelé toutes les minutes, d’avoir à chaque pose, à chaque évolution vertébrale et chorégraphique, le sort de l’Apollon du Belvédère, sans avoir en soi une puissance qui, pour se révéler par des allégories d’attitude, n’en suppose pas moins une organisation phrénologique supérieure. On ne révolutionne pas les cinq unités de la danse, on ne suspend pas tout un bal masqué à son geste, avec des facultés roturières et normales. On vante beaucoup Napoléon pour avoir détruit le vieux système de circonvallation de l’archiduc Charles ; l’homme de génie qui s’est fait appeler Chicard, a modifié complètement la chorégraphie française ; il a dénaturé les pastourelles, métamorphosé les poules, septembrisé les trénis, ou, pour mieux dire, il a repétri ces antiques figures à son image, il a créé sa contredanse-chicard, cette danse modèle tour à tour anacréontique, macaronique ou macabre ; ce n’est ni Marcel, ni Vestris, ni Mazurier, tout chez lui est renouvelé et entièrement renaissance ; balancés, en avant deux, queue du chat, tours de main, c’est chicard ! les entrechats de Paul lui-même, ce zéphyr qui montait si haut dans les frises de l’Opéra, s’agenouilleraient devant lui.
Cependant ce serait une grave hérésie de chercher Chicard et ses compagnons dans les bals vulgaires, sans physionomie, sans hardiesse, ou mieux dans ces raouts purement cyniques et grossiers où l’on devine l’Arétin vulgaire du Saumon ou du Prado. Tel n’est pas Chicard. Il est trop dieu pour se commettre dans de pareils enfers. Il y a d’ailleurs des cadres où sa physionomie ne serait pas appréciée : tout ce qu’il y a de magique et de sublime dans sa danse ne peut s’adresser à la fibre prosaïque. Therpsichore Faubourienne ne saurait le revendiquer ; et s’il est vrai qu’il ait dénaturé les menuets et les gavottes du grand monde, il a également renversé dans l’ornière du rétrospectif les fricassées de la barrière. Le bal masqué que Chicard privilégie de sa présence est donc véritablement consacré, c’est une vogue assurée ; la foule sera là, foule artistique et costumée qui cache souvent un blason et plusieurs quartiers de noblesse sous la veste du malin ou le paletot du pêcheur. Partout Chicard est en chef, son panache surnage, sa tête est une oriflamme, comme celle de Henri IV. Il varie d’ailleurs dans le choix des bals, tantôt Musard, tantôt Valentino : l’année dernière c’était la Renaissance; il y faisait littéralement fureur, c’est là qu’il a été lithographié ; il méritait des statues, mais nous plaçons si mal notre marbre dans ce siècle d’ingratitude ! Vous verrez que ce seront nos petits-neveux costumés, nos arlequins de petits-fils qui décréteront une colonne à Chicard.
Mais, comme tous les grands hommes qui jettent au vent leur verve et leur génie, Chicard a compris la nécessité de se concentrer lui-même dans une institution digne de lui, il a voulu créer un modèle, un spécimen qui pût lui servir de piédestal, et réfuter ainsi à l’avance les jaloux ou les ingrats qui seraient tentés de vous dire : – Qu’a fait Chicard ? – Ce qu’il a fait ? C’est son bal, l’un des plus beaux monuments épiques qu’on ait mis en action, ce bal dont un seul quadrille suffirait pour faire la réputation d’un homme, ce temple destiné à protéger éternellement le carnaval français, comme le Panthéon ne protège pas la mémoire des grands hommes.
Beaucoup de personnes parlent donc du bal Chicard, mais seulement par ouï dire, sans impression oculaire. C’est tout simple, n’est pas admis qui veut dans ce bal qui a son genre d’aristocratie, ou de franc-maçonnerie, si l’on aime mieux. Le bal Chicard a ses rites, ses règlements, ses préceptes qu’il faut connaître d’avance, sous peine de se voir excommunié et voué à Musard. C’est une cérémonie religieuse, un culte, une adoration. D’ailleurs une invitation est de toute nécessité, et c’est Chicard qui se charge lui-même d’en rédiger les termes. Feuilletonistes, vaudevillistes, caricaturistes littéraires, vous parlez de style, de verve, d’entrechat la plume à la main, lisez les lettres Chicard, et dites si tout l’esprit qui s’imprime n’est pas vaincu par ce style, par cette verve, par cet entrechat ? – Dites, si de pareils paragraphes ne méritent pas toutes les reliures, dorures, ciselures et illustrations de notre éditeur. Chicard n’écrit pas, il danse ; vous le voyez s’élancer, bondir à travers ses phrases. Heureux les gens qu’il honore de ses invitations, et surtout de ses épîtres, c’est à les boire comme de l’aï frappé, tant elles moussent et pétillent. Quand vous avez une pareille lettre qui vous valse dans la poche, restez chez vous si vous pouvez, le jour anniversaire du bal Chicard.
C’est dans le plus vaste salon des Vendanges de Bourgogne qu’a lieu ce bal véritablement cyclopéen. Le choix le plus sévère préside aux oripeaux et à l’extérieur des invités. Toute personne qui se présenterait sous un costume déclaré banal ou épicier, tel que Jean de Paris, turc, arbalétrier du temps de Henri III, jardinier rococo, ou Zampa, serait sévèrement éconduite comme funambule. C’est tout au plus si le Robert-Macaire pur et simple est admis. Les gants jaunes sont tolérés, mais sont généralement mal vus. Du reste, les lettres que Chicard vous adresse vous mettent en quelques calembours, que la saison nous permettrait à peine de rapporter, parfaitement au courant de vos devoirs.
On rencontre à ce bal le plus curieux pêle-mêle de nuances sociales, de contrastes déguisés, les têtes les plus graves de publicistes, enchevêtrées avec ce que la littérature et les ateliers produisent de plus échevelé. Là, plus de numéro d’ordre, plus de catégories, de conditions ; tout est nivelé, fondu dans l’immense tourbillon des costumes et des quadrilles. Sans nommer aucun masque, qu’il nous suffise de dire que les gens les mieux posés assistent régulièrement aux bals Chicard ; c’est chez eux une tradition, un article de foi, un pèlerinage irrésistible, tant on y trouve chaque année de nouvelles créations, d’imbroglios imprévus, de physionomies inédites.
Mais comment décrire l’ensemble de cette réunion vraiment unique qui ferait pâlir les nuits les plus vénitiennes, les orgies les plus seizième siècle. Imaginez des myriades de voix, de cris, de chants ; des épithètes qui volent comme des traits d’un bout de la salle à l’autre, des ovations, des trépignements, un pandémonium continu de figures tour à tour rouges, violettes, blanches, jaunes, tatouées ; et les quadrilles où l’on ne distingue qu’un seul costume, une flamme qui s’élance, tournoie et voltige ; une folie, un éclat de rire qui dure une nuit, une réunion que Milton aurait assurément annexée à son enfer, quelque chose de surhumain, de démoniaque, dont aucune phrase ne saurait donner une idée, un tableau qu’il faut renoncer à peindre, car la parole ne reproduit ni le reflet volcanique du vin de Champagne, ni les rayons d’or et d’azur du punch enflammé : une ronde du sabbat, voilà le bal Chicard.
Mais les grands personnages, les publicistes, les rapins échevelés, les littérateurs, les commis, les clercs de notaire, tout cela ne forme que la moitié d’un bal, l’autre moitié, et la plus belle, où Chicard va-t-il la prendre, quelles sont les femmes assez grecques, assez Pompadour, assez humanitaires, pour être constamment à la hauteur de cette chorégraphie, de cette passion, de cette littérature ? Ces femmes ne sont ni des bacchantes de la Thrace, ni des marquises des petits soupers, ni des sectatrices métaphysiques de l’attraction passionnée ; elles n’ont jamais entendu parler des bacchanales, et ne lisent jamais ni Crébillon fils, ni madame Gatti de Gamond. Vous demandez dans quel lieu Chicard prend ses danseuses : partout et nulle part. Il les choisit tantôt dans les magasins de la lingère, tantôt au comptoir des cafés, tantôt dans les boudoirs d’une foule de rues que nous pourrions citer, tantôt dans la rue elle-même, tantôt dans ces salons où, au lieu de faire de l’esprit, on fait de l’amour ; partout enfin où l’on choisit ses passions d’un mois, ses maîtresses d’un jour, ses plaisirs d’un moment. Ces éléments si divergents en apparence, cette foule bariolée, s’organise, se groupe, se pare, et lorsque la nuit solennelle est arrivée, il sort de toute cette confusion la plus irrésistible de toutes les aristocraties, celle de la beauté.
Quelques jours avant la fête, Jupiter-Chicard fait sa tournée avec Mercure. Il ne se déguise ni en cygne, ni en taureau, ni en pluie d’or ; il porte un paletot comme tous les mortels, et il pénètre dans les mansardes, dans les magasins, dans les boudoirs, dans les ateliers, partout où il croit trouver une jolie femme. Là il se livre à un examen approfondi, nous croyons même qu’il prend des notes, et si le résultat de ses observations est favorable, il inscrit un nom de plus sur son carnet d’invitations. C’est Mercure qui sert de secrétaire. Il ne suffit pas d’avoir été admise une fois à ce bal pour en faire toujours partie : malheur à celles dont l'œil aura perdu son éclat depuis l’année dernière, dont la taille sera moins svelte, le pied moins léger, les lèvres moins souriantes ; elles disparaîtront immédiatement de la liste des élues. Jupiter n’entend pas raillerie là-dessus ; soyez toujours belles, et il vous invitera toujours. Dans un certain monde, une invitation au bal Chicard est considérée comme un brevet, on s’en sert comme d’un diplôme de jolie femme. Au carnaval dernier, quatre femmes s’asphyxièrent de douleur de n’avoir pas été jugées dignes de pénétrer dans le sanctuaire.
Assez de généralités ! maintenant pénétrons dans les détails, et voyons ce qu’il y a au fond de toutes ces joies. La gloire de Chicard est incontestable. Étudions les bases sur lesquelles repose sa puissance. Il est temps de nous rapprocher du monarque. Avançons sans crainte, et tâchons de ne pas être éblouis par les rayons de l’auréole divine. Incessu patuit Deus. Chicard marche comme un dieu.
Il s’avance la tête recouverte d’un casque de carton vert-bronze surmonté d’un plumet rouge, – l’antiquité, et la garde nationale. – Comment laisserions-nous passer ce casque sans nous arrêter un moment devant lui : est-il dans tous les musées d’artillerie, dans toutes les collections Du Sommerard, chez tous les marchands de bric-à-brac, un monument plus saint, une relique plus auguste ? Lors même qu’on nous montrerait ce casque qu’Énée tient si délicatement sur ses genoux lorsqu’il raconte ses infortunes à Didon, nous ne serions pas saisis d’une vénération plus grande. Savez-vous ce que c’est que le casque en carton de Chicard ? C’est un des plus grands succès de l’époque, une des plus grandes popularités de la littérature, c’est l’aurore du romantisme, le casque enfin avec lequel M. Marty jouait le Solitaire ! Cette plume qui flotte au milieu du bal s’est courbée sous les tempêtes du Mont-Sauvage, elle s’est inclinée tremblante devant la vierge du monastère, elle a frissonné quand les échos de la chapelle répétèrent : Anathème ! Anathème ! Ce casque a eu trois cents représentations ; et maintenant, tout bosselé qu’il a été dans vingt Pavies carnavalesques, il ombrage encore glorieusement le front d’un héros. Quand Chicard sera mort, son casque sera acheté par un Anglais, plus cher que le petit chapeau du grand homme. Maintenant passons au reste du costume de Chicard. Pour justaucorps, il a le vaste gilet des financiers de Molière, cette partie de son costume représente la haute comédie ; ses pantalons sont de larges brayes à la Louis XIII, hommage indirect rendu à la mémoire de Marion Delorme ; un tricot révèle ses formes, et témoigne de la nudité indispensable à un dieu, ses pieds se cachent dans des bottes à revers, tristes débris du directoire et de l’empire. Pour honorer la mémoire de l’ancien Opéra-Comique, il porte une cravate à la Colin et des gants de chevalier comme Jean de Paris. Ce costume, c’est un résumé historique, une épopée, une Iliade ; vous sentez que vous êtes en présence du dieu le plus fêté de notre époque. Ce casque, cette corde à puits en guise de ceinturon, ces épaulettes de garde national, cette écaille d’huître, décoration emblématique dont le ruban rouge est une patte d’écrevisse, tous ces oripeaux sont une dérision, un coup de pied donné au passé ; il y en a pour toutes les époques, pour tous les goûts, pour toutes les gloires. La tête de Chicard est une satire de l’ancienne tragédie, peut-être une personnalité contre mademoiselle Rachel, et contre les classiques ; ses jambes insultent au Moyen Âge, ses pieds foulent les gloires républicaines et impériales ressemelées. Saluez donc cet amalgame philosophique, ces guenilles qui écrivent l’histoire, cette défroque qui renferme toute la morale de nos jours ; inclinez-vous devant notre maître à tous, devant le dieu de la parodie !
Voilà Jupiter. Cherchons à présent son épouse, la blonde Junon ; peut-être est-elle occupée à gémir derrière quelque nuage des innombrables infidélités de son époux ! La voici : au lieu de pleurer, elle danse ; quels gestes, quelle tournure ! Junon a l’air d’une revendeuse à la toilette ; nous parlons de revendeuse pour être polis, car vraiment c’est à toute autre chose qu’elle ressemble. Voyez cette robe fanée qui n’a pas été faite pour elle, ces faux cheveux qui pendent sur ses épaules, ces airs de jeune fille à la fois pudibonde et subjuguée, ce sourire qui provoque un accord satanique. N’avez-vous pas entendu quelquefois une femme pareille, vieille et parée d’un luxe douteux, chuchoter à votre oreille des paroles incompréhensibles, le soir ? D’où vient que le dieu habituellement si difficile sur la beauté a choisi une épouse aussi laide ? Rassurez-vous, ceci est encore un symbole, un mythe, une allégorie ; c’est un homme déguisé qui remplit le rôle de la femme de Jupiter. Ceci est du haut Aristophane.
Nous avons vu Jupiter dansant, face à face ; maintenant passons l’Olympe en revue. De nos jours, les dieux sont devenus plus accessibles, et les déesses aussi. Le premier qui s’offre à nous, c’est Mercure ; l’infortuné ! comme il a vieilli depuis la guerre de Troie. Les ailes de ses pieds et de ses mains sont tombées, son teint s’est aviné, son ventre a grossi ; il porte un petit chapeau à la Napoléon, des manchettes en dentelles, comme les maltôtiers de la régence, une chemise en batiste, dérobée à quel qu'une des plus illustres spécialités du genre ; son habit à la Robespierre est rapiécé d’un côté par des assignats, de l’autre par d’innombrables promesses d’actions. Mercure attire les chalands d’une voix chevrotante : Qui veut des mines de houille, des mines d’or, des mines d’argent, à l’épreuve des inondations et de la police correctionnelle ? Pauvre Mercure, quel changement ! tu as bien fait de quitter ton nom et de t’appeler le banquier Floumann. Toi aussi, comme Jupiter, tu es une parodie !
Dans cette singulière mythologie, Mercure cumule ses fonctions avec celles d’Apollon ; quand tous les dieux sont réunis, c’est lui qui charme leurs loisirs en chantant gaiement la Barcarolle ; pendant qu’ils sablent l’ambroisie d'Épernay, ou le nectar de Cognac, Floumann improvise ; il apprend aux hommes à célébrer le vin qu’il nomme picton et les belles qu’il appelle tout simplement femmes. Il exalte en hexamètres plus ou moins harmonieux, les charmes de la Vénus chicarde, sortie un jour de l’écume du vin de Champagne ; il dit les douleurs d’un débardeur poursuivant une bergère ; il enseigne comment on triomphe d’un domino rebelle, sans le changer en laurier. Mercure, Apollon, Floumann connaît tous les beaux-arts, s’il n’apprend plus des pas nouveaux aux nymphes de la Thessalie, c’est lui qui rédige les danses de Chicard, il est chorégraphe comme Coraly ou Mazillier, et ses pas, au lieu de faire bâiller l’Opéra, courent le monde sur les ailes du carnaval. Avant un an tous les premiers sujets de M. Duponchel en viendront de cachuchas en cachuchas, à demander des pas nouveaux au seul maître de ballets de notre époque de sauteurs. Quelquefois Apollon consent à livrer ses inspirations aux simples mortels : Achard, Chaudes-Aigues, Levassor, ont souvent chanté ses vers populaires au milieu des éclats de rire de toute une salle. Le cœur du titi n’a pour lui aucun secret, Floumann pourrait aborder le Vaudeville ; il serait au moins un frère Cogniard s’il n’était Dieu.
O Muse, qui me guide dans ce labyrinthe olympien, l’ai-je bien entendu ? cet homme revêtu d’un justaucorps et d’une culotte courte de paillasse, avec une pudique ceinture de duvet d’oie, c’est le vainqueur du monstre de Némée et de plusieurs hydres célèbres ; Hercule en gants jaunes, coiffé du chapeau d’Arlequin, et portant sur un diadème en carton, hérissé de viles plumes d’oie, cette inscription : Çovage sivilizé, c’est vraiment à ne pas y croire, malgré ses sandales romaines, malgré sa peau de tigre en guise de dépouille de lion. Hercule, qu’as-tu fait de ta massue ? Passons, me dit la Muse, c’est encore une parodie.
Il y a peut-être dans le Çovage une attaque indirecte contre la colonisation d’Alger ; c’est une épigramme contre la fusion de l’Orient et de l’Occident, un coup de bouloir donné au saint-simonisme.
Hercule traîne après lui un gros homme vêtu d’un simple maillot couleur de chair, la face rubiconde, les yeux éteints, la démarche vacillante. Cet homme ou plutôt ce ventre, c’est Silène. Bacchus en effet ne pouvait pas faire partie de cette mythologie ; Bacchus est un dieu trop prude, trop gentilhomme, trop feuille de vigne pour présider les modernes bacchanales. Bacchus, c’est l’ivresse généreuse qui fait naître les ardents désirs, les vives réparties, les sentimentales ardeurs ; Silène, c’est l’étourdissement qui rend le corps paresseux, les lèvres bégayantes, l’esprit pantagruélique ; l’un est le nectar qui transporte aux cieux ; l’autre est le vin qui attache à la terre. Bacchus, accablé de lassitude, s’endort sous quelque bosquet  fleuri où les nymphes émues viennent le contempler ; Silène trébuche au coin d’une borne, ou s’endort entre deux brocs qu’il a vidés. Don Juan, Richelieu, Casanova, tous ceux qui ont vécu pour jouir, invoquaient Bacchus ; aujourd’hui le pégase de la gaieté française est l’âne de Silène.
Voici enfin Balochard et Pétrin, le Comus et le Momus de cette mythologie. Balochard a été déjà déifié au Palais-Royal, il a reçu l’apothéose du vaudeville, il porte un bourgeron et des pantalons de grosse cavalerie, ses reins sont entourés d’une ceinture rouge, et sa tête est surmontée d’un feutre gris qui trahit les nombreuses mésaventures bachiques de son propriétaire. Il participe à la fois du Lepeintre aîné et du corsaire romantique, il fait le calembour de l’empire et chante les vers échevelés de la restauration. Il réunit en lui la gaieté de deux époques ; il se moque de toutes les deux à la fois : c’est une double parodie !
Balochard représente surtout la gaieté du peuple ; c’est l’ouvrier spirituel, insouciant, tapageur, qui trône à la barrière. C’est la racine cubique du gamin, et l’idéal du Titi. Il fait de l’esprit comme on tire la savate. Il se moque de tout, et principalement de ce qui est au-dessus de lui ; c’est un des plus illustres trognons de pomme de l’Ambigu, une des plus célèbres reparties des bals masqués. Balochard aime la dive bouteille ; mais à la manière de Rabelais, plutôt pour se mettre en joie que pour se souler. Balochard est aussi une racine ; on dit balocher, comme on dit chicarder ; balocher a une signification très-étendue ; c’est un verbe qui s’applique à la vie en général, c’est quelque chose de plus que flâner, c’est l’activité de la paresse, l’insouciance avec un petit verre dans la tête. Henri IV touche par certains côtés au Balochard, et le roi Réné le résume dans son acception la plus élevée. Sous la restauration, le Balochard n’existait pas, on ne connaissait que des troubadours ; il a fallu une révolution pour le produire. Balochard est né le 30 juillet 1830, en même temps que le saint-simonisme et la chahut.
Quant à Pétrin, nous avons eu tort de dire qu’il était dieu, c’est un symbole, il résume tout, absorbe tout, matérialise tout : c’est la confusion qui a pris une forme, c’est le présent fait masque !
Ainsi donc, vous le voyez, tout s’enchaîne et se lie, le sentiment moral d’un siècle se reflète partout. Chaque chose qui émane de la masse a sa signification. Presque toujours ses divertissements cachent une satire, ses chants, une leçon, ses sympathies, un enseignement. Dans toutes ces personnifications burlesques que nous venons de décrire, ne voyez-vous pas tracée tout au long l’histoire de notre scepticisme. Le carnaval de nos jours n’est plus un délassement ordinaire, c’est une espèce de comédie aristophanique que le peuple, ce grand comique, se joue à lui-même, et à laquelle tout le monde se mêle sans en comprendre la portée.
Mais nous voici arrivés au moment le plus intéressant de cette solennité carnavalesque. L’orchestre a donné le signal, et quel orchestre ! dix pistolets solo, quatre grosses caisses, trois cymbales, douze cornets à piston, six violons et une cloche. Au premier coup de carillon, de ce branle-bas, de ce tocsin, la foule s’est élancée ; que fait-elle au milieu du tourbillon de poussière que soulèvent ses pas ? quelle danse exécute-t-elle ? Est-ce la sarabande, la pavane, la gavotte, la farandole, la porcheronne de nos pères ? Est-ce le poème épique auquel les bayadères ont donné le nom de pas ? Est-ce la cachucha, cette espèce d’ode à Priape, que l’on danse en Espagne, au lieu de la chanter ?
Ce n’est point une danse, c’est encore une parodie ; parodie de l’amour, de la grâce, de l’ancienne politesse française, et, admirez jusqu’où peut aller chez nous l’ardeur de la dérision ! parodie de la volupté ; tout est réuni dans cette comédie licencieuse qu’on nomme la chahut. Ici les figures sont remplacées par des scènes ; on ne danse pas, on agit ; le drame de l’amour est représenté dans toutes ses péripéties ; tout ce qui peut contribuer à en faire deviner le dénouement est mis en œuvre ; pour aider à la vérité de sa pantomime, le danseur, ou plutôt l’acteur, appelle ses muscles à son secours ; il s’agite, il se disloque, il trépigne, tous ses mouvements ont un sens, toutes ses contorsions sont des emblèmes ; ce que les bras ont indiqué, les yeux achèvent de le dire ; les hanches et les reins ont aussi leurs figures de rhétorique, leur éloquence. Effrayant assemblage de cris stridents, de rires convulsifs, de dissonances gutturales, d’inimaginables contorsions. Danse bruyante, effrénée, satanique, avec ses battements de mains, ses évolutions de bras, ses frémissements de hanches, ses tressaillements de reins, ses trépignements, ses attaques du geste et de la voix ; elle saute, glisse, se plie, se courbe, se cabre ; dévergondée, furieuse, la sueur au front, l'œil en feu, le délire au visage. Telle est cette danse que nous venons d’indiquer, mais dont nulle plume ne peut retracer l’insolence lascive, la brutalité poétique, le dévergondage spirituel ; le vers de Pétrone ne serait pas assez large pour la contenir ; elle effraierait même la verve de Piron.
Autour des danseurs circule la foule de ceux qui n’ont pu prendre place aux quadrilles, foule animée qui parle de tout et surtout d’amour ; les protestations et les railleries s’entre-choquent, un calembour coupe court à une déclaration, un serment se déguise sous un coq-à-l’âne. – Donnez-moi votre adresse. – Je suis retenue  jusqu’à la douzième. – Je vous prendrai à la sortie du bal. – Va pour le petit verre.
Et toutes ces femmes dont nous parlions tout à l’heure, comme elles sont vives, folles, charmantes, pleines de laisser-aller ; comme elles sont heureuses, les unes de pouvoir être canailles à leur aise, les autres de cesser de l’être un moment. Qu’importe d’ailleurs le caractère de leur gaieté, pourvu qu’elles soient belles et gracieuses. La grâce et la beauté, voilà tout l’esprit des femmes.
Mais voici que toute cette passion gesticulée, toute cette ardeur aphrodisiaque, ont besoin de repos. Il faut qu’un plaisir soulage d’un autre plaisir. Le moment de se mettre à table est arrivé : hommes et femmes viennent prendre place autour du festin. Ce n’est point le souper de la régence, ce n’est pas non plus tout à fait l’orgie du Bas-Empire ; le geste se modère, l’allure des convives devient plus décente ; les fleurs, les lustres, les mets, les vins, les femmes, tout cela c’est de la poésie, et tout cela est répandu à foison dans la galerie du festin. La galanterie française, l’antique verve qui commence à Rabelais et qui finit à Béranger, reprennent le dessus. Tout le monde sent le besoin de devenir spirituel ; on oublie le dévergondage du bal ; le champagne arrive, ce vin national par excellence, ce nectar de la saillie, cette ambroisie du calembour, cet hypocrène du propos grivois. L’effervescence passée fait place à une effervescence plus douce, et le Français se retrouve tout entier devant une chanson !
Il y a des gens qui disent que la France est une citadelle, nous soutenons que la France est un vaste caveau moderne. Dans cet heureux pays, tout le monde naît chansonnier, le chicard plus que tout autre ; de même que la danse, il a révolutionné le couplet ; son lyrisme ne ressemble ni à celui d’Anacréon, ni à celui de Parny, ni à celui de Piron, encore moins à celui de Désaugiers ; son couplet est vif sans cependant tomber dans la barcarolle, il est mélancolique sans empiéter sur la ballade, il peut se chanter à deux ou à trois voix, avec ou sans accompagnement de guitare, et cependant ce n’est point un nocturne. La chanson du Chicard est tour à tour triste, gaie, sentimentale, graveleuse, c’est une espèce de chahut chantée, une parodie de toutes les poésies et de tous les états de l’âme, un cantique dérisoire en l’honneur de l’amour. Nous connaissons de ces chansons qui commencent comme un lied de Schubert, et qui finissent par la rifla, fla, fla. Le Chicard improvise toujours et n’écrit jamais ce qu’il improvise ; voilà pourquoi tout le monde ne connaît sa verve que par fragments ; on retient les vers, et on oublie la chanson. Les imprimeries les plus clandestines d’Avignon n’ont point encore pu imprimer le recueil des Vendanges de Bourgogne : voilà cependant comment se perdent les monuments les plus importants de la littérature nationale.
Le Chicard vient de livrer son dernier couplet aux convives. Ce refrain a électrisé toutes les têtes ; le champagne a déposé son volcan dans chaque cerveau ; tous ces vésuves demandent une issue. Ici nous rentrons complètement dans le Bas-Empire. On se cherche, on se fuit ; comme dans Virgile chaque homme est un berger qui court après une Galatée ; Aglaé, Amanda, mesdames de Saint-Victor, de Laurencey, de Walmont, mademoiselle Lise, madame Vautrin, filles, femmes galantes, grisettes, dames de comptoir, tout cela est mêlé, confondu, démocratisé par le délire. C’est le moment où les bacchantes de Thrace coupaient des hommes en morceaux. Malheur à l’Orphée de l’orchestre ; si on le porte en triomphe, il est perdu. Mais l’Orphée a conservé son sang-froid, les sons deviennent plus lents, on supprime la cloche, on renonce à la poudre fulminante. Le bal tout entier reprend haleine. Alors surgit un autre danger ; le chef d’orchestre est en sûreté, mais la morale est en péril : d’illicites ardeurs sont nées au contact de tous ces épidermes, quelques bergères faciles ont toléré des familiarités indiscrètes, quelques couples hardis prennent des poses excessivement mythologiques, d’autres sont sur le point de faire tableau. Une voix a crié d’éteindre les lustres ; il ne nous resterait plus qu’à nous esquiver si à un coup d'œil de Chicard la musique n’éclatait de nouveau. Le fa des pistolets se mêle à l’ut des capsules, la cloche sonne, les violons crient, les cornets éclatent comme un feu d’artifice. Le démon de la danse reprend tout à coup le dessus, les mains cherchent les mains, soudain la danse recommence, mais ce n’est plus une danse, c’est une éruption ; on se mêle, on se heurte, on tourbillonne ; les uns valsent, les autres galopent, les autres font tout cela à la fois. Les chapeaux volent en l’air, les cheveux flottent, les ceintures tombent, c’est une mer en démence, un océan d’oripeaux, c’est une saturnale antique, une mystérieuse orgie de Templiers. L’orchestre roule comme le tonnerre sur ces flots soulevés, et à chaque éclat de foudre musicale, la tempête recommence plus ardente, plus furieuse, plus échevelée, jusqu’à ce que la voix de Dieu se fasse entendre par l’intermédiaire du cadran, et dise à ces vagues indomptées : Vous n’irez pas plus loin.
Quelquefois au milieu de cette frénésie, les fichus s’en vont, les corsages craquent, les jupons se déchirent, malheur à celle qui voudrait s’arrêter en chemin pour réparer le désastre de sa toilette, l’impitoyable galop passerait sur elle comme une trombe, et la foulerait aux pieds. Qui songe d’ailleurs à sa toilette dans un pareil moment. Qu’importe ce que les périls de la danse pourront livrer aux regards, d’appas inattendus, de trésors cachés ; un peu plus ou un peu moins de nudité ne fait rien à l’affaire ; d’ailleurs tous ces danseurs sont trop artistes pour s’en apercevoir, il n’y a guère que les gardes municipaux sur qui ces sortes de choses fassent encore quelque impression, et tout garde municipal qui se présenterait aux Vendanges de Bourgogne serait immédiatement conduit au violon. Laissez donc passer ces tailles que le lacet ne retient plus, ces bras dont nulle gaze ne cache les contours, on ne songe plus à toutes ces bagatelles ; demain seulement, toutes ces femmes si belles, si fraîches la veille, se demanderont d’où vient la pâleur de leur teint, la maigreur de leurs bras ; elles chercheront à savoir ce qui a pu les vieillir ainsi en un instant, sans songer qu’elles se sont livrées pendant toute une nuit à ce minotaure moderne qui s’appelle le galop chicard.
Il faut un but à tous ces enthousiasmes, il faut une direction à toutes ces ardeurs. Ce but, cette direction ? c’est l’apothéose de Chicard. Mille voix répètent à l’envi cette proposition de la reconnaissance. Le moment est venu de sacrifier véritablement à la religion du plaisir, nobis deus haec otia fecit. C’est un dieu qui leur a procuré ces doux loisirs, et ils savent que ce dieu s’appelle Chicard. On se querelle, on se bat, on se renverse, c’est à qui aura l’honneur de contribuer au triomphe de la divinité. Les femmes baisent le bout de sa tunique, d’autres cherchent à arracher une mèche de sa perruque, en voici qui jettent des fleurs devant ses pas comme aux panathénées de la Grèce. Le cortège est formé, bientôt il se déroule comme un serpent. Postillons de Longjumeau, Alsaciennes, débardeurs, marquises plus ou moins Pompadour, bergères, gardes françaises, croque-morts, Andalouses, défilent devant le dieu au bruit d’un orchestre qui ne compte plus que des cuivres et des tambours. Toutes les poitrines hurlent le même refrain. Jupiter seul est impassible. L’orgie a passé sur lui sans l’atteindre, car il est le carnaval personnifié, drapé dans ses guenilles divines, il reçoit l’encens sans en être enivré ; quelquefois même il daigne se manifester aux simples mortels ; il fait une gambade, et c’est pour enrichir sa danse favorite d’une nouvelle figure ; il parle, et le vocabulaire rabelaisien compte un bon mot de plus.
Mais avant que Jupiter ait disparu, laisserons-nous passer sans le saluer encore une fois ce casque si attendrissant, si élégiaque, de Marty ? L’homme qui portait cette coiffure existe encore. Parfois on le voit errer comme l’ombre du malheur dans les corridors les plus élevés du théâtre de la Gaîté ou de l’Ambigu. Des hautes régions du poulailler, il jette un coup d'œil dédaigneux sur les folles contorsions du drame moderne, qui arrachent à peine çà et là quelques larmes furtives à l’auditoire ; il se rappelle ces temps glorieux du Solitaire, pendant lesquels les queues n’étaient pas inventées, mais où l’on refusait beaucoup de billets au bureau. Alors brune était encore sa chevelure, et lançaient des éclairs ses yeux ; comme un tonnerre retentissait sa voix, comme une avalanche résonnaient ses pas sous les voûtes du monastère. Hélas ! comment ont fini ces beaux jours, Élodie la vierge du couvent, Élodie la colombe des ruines, Élodie l’ange d’Unterwald est devenue portière, et le casque de son amant ombrage le front de Chicard ? Cependant Marty est fier, et il a raison de l’être, car jamais gloire ne fut plus pure que la sienne. Aujourd’hui l’on dit Talma, Frédéric, Bocage, mais on dit toujours monsieur Marty, tant est grande la vénération que ce nom inspire. Ce que c’est que d’avoir été toute sa vie innocent, malheureux, chevaleresque et persécuté ! Marty sera le seul Monsieur admis par la postérité.
Ces morceaux de carton qui furent une visière, M. Guilbert de Pixérécourt s’inclina devant eux après la première représentation du Solitaire, et leur dit : « Soldats, je suis content de vous. » Ces débris augustes, Chicard les porte sans orgueil, comme il porterait le chapeau à plumes qu’avait Louis XIV le jour où, sur les bords du Rhin, il se plaignait tant de sa grandeur qui l’attachait au rivage. Du reste, ce casque est nécessaire au costume du Dieu, il est le digne pendant de son habit gorge de pigeon. Cet habit n’est point celui avec lequel Chicard a fait sa première communion, comme on pourrait le croire à voir ses revers devenus trop courts comme ses manches ; c’est le frac avec lequel Jupiter, jeune encore, jouait le Ci-devant jeune Homme chez Doyen. Comme tous les grands hommes, Chicard a commencé par jouer la comédie bourgeoise. Il y avait chez lui l’étoffe d’un grand acteur. Si l’on n’eût pas contrarié sa vocation, peut-être fût-il devenu un Rachel !
Saluons, nous aussi, le Dieu qui passe ; c’est peut-être pour la dernière fois que nous l’apercevons dans toute sa gloire. Chicard est arrivé à ce haut sommet où les plus fortes natures ne peuvent se défendre du vertige. Il se croit assez puissant pour méconnaître son origine populaire ; il tourne depuis quelque temps d’une façon déplorable à l’aristocratie ; il fait l’homme célèbre, l’artiste, le lion. On le voit en gants jaunes à toutes les premières représentations, et l’on nous a assuré qu’il s’était montré en simple habit noir au bal de la Renaissance. Ceci ressemble furieusement à Napoléon répudiant Joséphine. Chicard sans son costume n’est pas de taille à résister aux ambitions qui fermentent autour de lui ; ses maréchaux conspirent, ils sont las de la gloire de leur chef ; si l’empereur du carnaval n’y prend garde, l’année prochaine il sera détrôné ; la restauration des Turcs de la branche aînée est imminente. Talleyrand-Balochard aspire à la régence ; en ce moment encore Chicard règne dans ses Tuileries ; dans un an il aura peut-être la chaumière pour Sainte-Hélène ! Chicard s’en va !
Mais n’attristons pas la fête des pasteurs, comme dit Duprez dans Guillaume Tell. Le cortège continue sa marche ; on dirait une de ces processions fantastiques inventées par le roi Réné, le premier chorégraphe de son siècle ; ce sont bien là les groupes chimériques, les costumes fallacieux, les silhouettes bizarres dessinés par ce pitoyable souverain, qui eût fait de nos jours un si grand directeur de l’Opéra. Floumann vocifère quelques-uns des refrains qu’il vient d’improviser, et que nous serons vraisemblablement obligés de subir plus tard, chantés par Levassor dans les entr’actes de quelque représentation à bénéfice ; Balochard appelle la pantomime la plus incongrue au secours de ses lazzi ; Silène bat joyeusement la mesure sur son ventre ; autour du pavois le Çovage et Pétrin remplissent l’emploi de coruscantes. Une partie de l’immortalité de Chicard semble être descendue sur leur front ; ils marchent eux aussi ceints d’une auréole, jusqu’à ce que le jour qui commence à paraître vienne les arracher à leurs rêves, et leur faire expier leur déité d’un moment. Ainsi que Prométhée, ils ont voulu ravir la flamme céleste, et ils expient leur tentative insensée, comme celui qu’ils ont imité. Leur Caucase, c’est un comptoir, une étude de notaire, ou un bureau des contributions indirectes. Quant aux femmes qui font l’ornement de ces orgies, comment vous dire ce qu’elles deviennent ? il faudrait pour cela vous conduire dans trop d’endroits où vous n’allez pas sans doute, ni nous non plus.
Une chose très-importante, selon nous, dont il faut en finissant féliciter Chicard c’est d’avoir tué pour jamais la descente de la Courtille. Si quelque chose sentait le vulgaire, l’épicier, le rétrospectif, c’est sans contredit cette solennité, qui n’était en définitive qu’une débauche de Debureau, une orgie de farine. C’est en vain que l’aristocratie moderne a voulu ressusciter cette triste cérémonie : Chicard a refusé de la prendre sous sa protection. La descente de la Courtille était ainsi nommée parce qu’il fallait, pour en faire partie, gravir une des plus rudes montées qui soient au monde. Les provinciaux et les étrangers tenaient cette solennité dans la plus grande vénération. C’était un article de foi dans les départements, de croire qu’il s’y passait des choses monstrueuses, excentriques, impossibles, babyloniennes. Dans l’imagination des oncles, la descente de la Courtille faisait le digne pendant des mystères d’Isis. Beaucoup de Parisiens, les Russes surtout qui venaient visiter la capitale, partageaient cette erreur déplorable. Le Russe de distinction qui vient à Paris pour s’amuser croit que les choses se passent toujours comme du temps de Cotillon III ; il lui semble que tous les savants français correspondent encore avec l’ombre de la reine Catherine, et que les grands seigneurs vont danser à la barrière le mardi gras. Les boyards n’ont rien de plus pressé que de se rendre à la Courtille le mercredi des cendres ; ils prennent la file comme s’ils allaient à l’Opéra ; ils voient de tous côtés une foule d’ouvriers qui se rendent à leur travail ; ils veulent leur jeter de la farine, on leur riposte par des pierres, et la Russie rentre grièvement blessée à son hôtel. Quand les choses ne se passent pas ainsi, on voit trente fiacres à la suite les uns des autres qui montent péniblement une côte escarpée. Peut-être sous Louis XV cela n’était-il pas ainsi ; mais de nos jours il faut convenir que c’est l’exacte et fort consolante vérité. Depuis deux ans on ne descend plus la Courtille, il faut espérer que bientôt on n’ira plus à Long-champ. En sortant du bal Chicard on ne peut aller nulle part, pas même dans son lit.
Vous venez d’assister à la solennité la plus importante du carnaval actuel, le bal Chicard ; vous savez maintenant à quoi vous en tenir sur cette célébrité récente, et vous savez aussi ce que la gaieté française est devenue. La décadence est dans tout, même dans le plaisir. Ces délassements bruyants n’engendrent que la mélancolie. Pour nous, il ne nous est jamais arrivé de sortir au crépuscule d’une de ces réunions, sans regarder avec attendrissement, au haut de quelque quatrième étage, la lampe de la jeune fille prudente qui se lève avant l’aube, pour que sa mère trouve tout prêt autour d’elle à son réveil ; ou la lumière vacillante que le jeune homme va éteindre, après avoir travaillé toute la nuit. On a beau faire et beau dire, ce n’est point la gaieté véritable qui laisse après elle un regret !

## Chicard, Pritchard... vus par Émile de Labedollière en 1860
Le Jardin Mabille est resté le temple de la chorégraphie parisienne. Les célébrités de cette danse demi-sauvage accompagnée de gestes, de contorsions, de trémoussements y brillèrent sous des pseudonymes, sans que le public ait jamais su leurs véritables noms. C'était Chicard, honnête négociant de la rue Quincampoix, dont la pantomime expressive, la voix tonnante, l'infatigable agilité auraient entraîné dans les rondes les plus folles les êtres les plus flegmatiques ; c'était Pritchard, homme sec, sérieux, taciturne, mais d'une vivacité qui rendaient plus comiques sa figure impassible et ses lunettes bleues ; c'était la reine Pomaré, connue d'abord sous le nom de Rosita, et Céleste Mogador, qui a épousé plus tard le comte Lionel de Chabrillan, et qui charme les ennuis de son veuvage en cultivant la littérature.

## Chicard vu par Alfred Delvau en 1866
Alfred Delvau, Dictionnaire de la langue verte, argots parisiens comparés :
Chicard, adj. et s. Superlatif de Chic.
Ce mot a lui-même d'autres superlatifs qui sont Chicandard et Chicocandard.
Chicard, s. m. Type de Carnaval qui a été imaginé par un honorable commerçant en cuirs, M. Levesque, et qui est maintenant dans la circulation générale comme synonyme de Farceur, de Roger-Bontemps, de Mauvais sujet.
Chicarder, v. n. Danser à la façon de Chicard, « homme de génie qui a modifié complètement la chorégraphie française », affirme M. Taxile Delord.

## Chicard vu par Célestin Nanteuil
Le peintre Célestin Nanteuil, sur un tableau figurant la descente de la Courtille conservé au musée Carnavalet, a représenté Chicard en place d'honneur centrale. Les bras écartés, il est aisément reconnaissable à son grand plumet et ses gants blancs.